# Адам Мсцівуєвський
Адам Мар'ян Мсцівуєвський (пол. Adam Marian Mściwujewski, 3 травня 1898, Львів — 5 серпня 1965, Краків) — польський архітектор, педагог.

## Біографія
Народився 3 травня 1898 року у Львові. Навчався у I математично-природничій гімназії ім. Миколая Коперніка на вулиці Кубалі (нині вулиця Шухевича). Початок першої світової війни застав Мсцівуєвського на канікулах у Сухій-Бескидзькій. Через це не зміг повернутися до Львова. Продовжив навчання в реальній школі в Живці і там склав екзамен зрілості. Короткий час працював телеграфістом на залізниці, записався на вищі математичні студії. 1916 року мобілізований до піхоти австрійського війська. У битві під П'яве потрапив до італійського полону. Пішов добровольцем до армії Галлера, де був штабним кур'єром між Італією та Францією. Пізніше воював на Віленщині. Як фотограф-аматор створив низку документальних фотографій з часів війни. Демобілізувався 1920 року в ранзі поручника саперів.
1920 року поступив на навчання до Львівської політехніки. Щоб сплатити за навчання, продав львівський маєток батька. Будучи студентом, 1922 року взяв участь у конкурсі на логотип сокільського з'їзду (здобув друге місце). 1924 року закінчив архітектурний факультет із відзнакою. Відразу ж по закінченню навчання влаштувався молодшим, а за рік — старшим асистентом професора Владислава Клімчака на кафедрі історії архітектури. Паралельно, у 1926—1931 роках відбував практику у фірмі Карла Юраша і Альфреда Захаревича. Отримав державну стипендію на наукову діяльність і протягом року у 1927—1928 роках перебував у Франції. Від 1928 року працював на кафедрі монументальної архітектури. Спочатку конструктор, а у 1933—1937 роках — ад'юнкт професора Вітольда Мінкевича. 1938 року захистив докторську дисертацію, присвячену архітектурі театрів. У жовтні наступного року іменований доцентом і призначений керівником кафедри історії архітектури. Продовжував викладати під час радянської та німецької окупації. У 1941—1944 роках працював в архітектурному бюро. 1945 року брав участь у діяльності Комісії експертів з перенесення польського культурного надбання до Польщі (комісія від Спілки патріотів польських у Львові). До компетенції Мсцівуєвського відносилась збірка бібліотеки Львівської політехніки.
Восени 1945 року родина була змушена виїхати до Кракова. Львівське помешкання Мсцівуєвських-Бізанців зайняв радянський офіцер. У Кракові спочатку оселились у квартирі матері на вулиці святої Анни. Пізніше Мсцівуєвський був призначений одним із директорів Вавельського музею. Родина перебралась до Вавеля у будинок № 9. Мсцівуєвський викладав у Гірничій академії, очолював тамтешню кафедру історії архітектури. Згодом, з Гірничої академії виділено Краківську політехніку, у складі якої кафедра історії архітектури зберігалась, однак кілька разів змінювала назву. Мсцівуєвський продовжив керувати нею до самої смерті. Був також продеканом архітектурного факультету. Редагував «Наукові зошити» політехніки. Викладав загальну історію архітектури. Мав курси з історії архітектури інтер'єру, а також історії архітектури театрів. Протягом 1947—1964 років у Краківській академії мистецтв читав курс, присвячений розвитку архітектурних форм.
Досліджував питання проектування театральних будівель. Мав низку публікацій у часописах Życie Technickie, Czasopismo Techniczne. Автор докторської дисертації «Просторова сцена — можливості її архітектурного розвитку» (1938). Після війни готував чотиритомну працю, присвячену архітектурі театрів, яка залишилась невиданою. Автор публікацій із теорії архітектури та методи навчання історії архітектури.
1925 року став членом Політехнічного товариства у Львові. 26 листопада наступного року обраний заступником президента Кола архітекторів (підрозділу Політехнічного товариства). 4 листопада 1927 року обраний до ревізійної комісії Кола. Тоді ж обраний до Сталої делегації архітекторів польських у Варшаві. Член SARP. Кілька разів входив до Головної ради SARP. Член журі на конкурсі проектів парафіяльного костелу в Коломиї 1938 року. У лютому 1939 року входив до складу комісії, яка оцінювала проект будинку майбутнього салезіанського закладу при костелі Матері Божої Остробрамської у Львові. Був ініціатором реставрації замку у Сухій-Бескидзькій і тамтешньої корчми на ринковій площі. Нагороджений Кавалерським хрестом Ордену Відродження Польщі, медаллю 10-річчя Народної Польщі (ухвала від 15 січня 1955), нагородою за дидактичні заслуги (посмертно).
Помер 5 серпня 1965 року у Кракові. Незважаючи на позицію Політехніки, поховати Мсцівуєвського на Раковицькому цвинтарі, за наполяганням родини похований на цвинтарі в Сухій-Беськидзькій, поруч із могилою матері. Одну із зал у Краківській політехніці назвали на його честь.

## Родина
Мсцівуєвські гербу Пнейня (Цваліна) походили із застінкової шляхти з околиць Ломжі. Батько Адама Мсцівуєвського, Мечислав (помер 1919 року), був губерніальним службовцем у Львові і професором гімназії у Переворську. Мав власний дім на вулиці Мучній. Мати, Марія з Гавліковських, жила у Кракові. Була оперною співачкою та викладачкою співу, а також працювала в Залізничній дирекції. Її мати жила в Сухій-Бескидзькій, де мала фільварок і була адміністратором замку. 1924 року Адам одружився з Зофією Бізанц, донькою архітектора і колишнього ректора політехніки Густава Бізанца. 1927 року в них народились дві доньки-близнючки — Анна і Беата. Родина мешкала у віллі Бізанців на вулиці Крижовій (нині вулиця Генерала Чупринки, 72). 1949 року Мсцівуєвський овдовів. У липні 1951 року одружився вдруге із Зофією Солік/ з Гумполів.

## Роботи
- Костел у Мразниці під Бориславом (1929).[20]
- Реставрація костелу монастиря місіонерів у Микулинцях. 1926—1929 роки, спільно з Вітольдом Мінкевичем.[21]
- Костел у Скомельній-Бялій при дорозі на Закопане, споруджений після Другої світової війни.[16]
- Мсцівуєвський вважався найкращим фахівцем з неонової реклами у міжвоєнному Львові. Був автором низки проектів у цій галузі.[22]
- Вілла родини Юрашів на вулиці Горбачевського у Львові. Спроектована Мсцівуєвським під час його роботи на фірмі Юраша і Захаревича.[23]
- Будинки фірми «Tymbark» у Лімановій.[16]

Нереалізовані
- Проект санаторію у Криниці-Здруй на вулиці Нітрібітта. Призначений для конкурсу 1926 року. Не здобув нагород, але отримав відзнаку журі.[24]
- Конкурсний проект костелу святого Роха в Білостоку (1926).[25]
- Проект будинку Банку крайового господарства і Міністерства публічних робіт у Варшаві. Четверта нагорода на конкурсі 1927 року. Співавтор Альфред Захаревич.[26]
- Проект поліклініки Каси хворих P. K. P. у Львові. Здобув відзнаку на конкурсі 1931 року.[27]
- Проект дому Польського історичного товариства у Львові. Розроблений для закритого конкурсу 1938 року. Не був прийнятий до реалізації.[28]
- Проект інтернату сестер назаретанок з додатковими житловими приміщеннями для черниць. Будинок мав розміщуватись на нинішній вулиці Котляревського у Львові. Будівництво розпочато влітку 1939 року і не завершено через початок війни. Тепер на цьому місці житлові будинки.[16]
- Проект басейну у планованому будинку спорту на нинішній вулиці Медової печери у Львові. Співавтор Єжи Нехай. Кінець 1930-х років. Не реалізований через початок війни.[29]

Публікації Адама Мсцівуєвського
- Architekt a scena. — Życie Technickie, 1926.
- Konkurs na pensjonat w Krynicy // Architekt. — 1926. — № 6—7.
- Z wystawy architektonicznej we Lwowie. — Architektura i Budownictwo, 1926.
- Z architektonicznych impresji // Życie Techniczne. — 1936. — № 9.
- Drexler Ignacy Tadeusz Marian // Polski Słownik Biograficzny. — Skład główny w księgarniach Gebethnera i Wolffa, 1939—1946. — T. 5.
- Вступні статті до виданих у Кракові альбомів «Wawel, komnaty królewskie» (1954), «Wawel, zamek królewski» (1956), «Wawel, katedra królewska» (1957).